# ورنا فایست
ورنا فایست (زادهٔ ۲۲ مه ۱۹۸۹) بازیکن زن فوتبال اهل کشور آلمان است.او در نقش مدافع برای تیم زنان بایرن مونیخ و تیم ملی فوتبال زنان آلمان بازی می‌کند.

## پیشه

### باشگاهی
فایست کار خود را از سال ۲۰۰۰ و از باشگاه اف سی کپل آغاز کرد. او در سال ۲۰۰۴ به تیم فرایبورگ رفت. جایی که در ابتدا برای تیم جوانان این باشگاه و تیم دوم آن بازی می‌کرد. برای فصل ۷–۲۰۰۶
وی به تیم لیگ برتری این باشگاه پیوست و برای نخستین بار در بوندس لیگا بازی کرد. پس از هفت سال بازی برای این باشگاه او برای فصل ۱۱–۲۰۱۰ به تیم وولفسبورگ ترانسفر شد. در فصل ۲۰۱۳–۲۰۱۲ فایست سه قهرمانی لیگ آلمان، جام حذفی و لیگ قهرمانان اروپا را همراه با تیم وولفسبورگ بدست آورد. در سال ۲۰۱۴ یک بار دیگر قهرمانی لیگ آلمان و لیگ قهرمانان اروپا را بدست آورد و در سال ۲۰۱۵ با این تیم قهرمان جام حذفی آلمان شد. فایست در فصل ۲۰۱۷–۲۰۱۶ به تیم بایرن مونیخ ترانسفر شد که طبق قرار داد بسته شده با این باشگاه برای مدت ۲ سال و تا ۳۰ ژوئن ۲۰۱۸ دراین تیم می‌ماند.

#### ملی
در ردهٔ جوانان فایست به عنوان بازیکن برای تیم ملی آلمان و در جام جهانی فوتبال زنان زیر ۲۰ سال ۲۰۰۸ بازی می‌کرد که همراه این تیم مقام سوم را آورد. آغاز کار وی در تیم ملی بزرگسالان آلمان در اکتبر ۲۰۱۰ و در یک مسابقهٔ دوستانه مقابل تیم ملی فوتبال زنان استرالیا بود. فایست برای جام جهانی فوتبال زنان ۲۰۱۱ به تیم ملی زنان آلمان دعوت شد.

#### گل‌های ملی
Scores and results list Germany's goal tally first:
| گل‌های فایست – برای تیم ملی آلمان | گل‌های فایست – برای تیم ملی آلمان | گل‌های فایست – برای تیم ملی آلمان | گل‌های فایست – برای تیم ملی آلمان | گل‌های فایست – برای تیم ملی آلمان | گل‌های فایست – برای تیم ملی آلمان | گل‌های فایست – برای تیم ملی آلمان |
| #                                | تاریخ                            | مکان                             | تیم مقابل                        | گل زده                           | نتیجه                            | چهارچوب رقابت                    |
| -------------------------------- | -------------------------------- | -------------------------------- | -------------------------------- | -------------------------------- | -------------------------------- | -------------------------------- |
| ۱.                               | ۲۹ نوامبر ۲۰۱۲                   | هاله، آلمان                      | فرانسه                           | 1–0                              | 1–1                              | دوستانه                          |
| ۲.                               | ۸ مارس ۲۰۱۳                      | پارشال، پرتغال                   | ژاپن                             | 1–0                              | 2–1                              | آلگاروه ۲۰۱۳                     |

منبع:

## افتخارات

### داخلی
- بوندس‌لیگا: قهرمان (۲ بار) فصل های ۱۳-۲۰۱۲، ۱۴-۲۰۱۳.
- جام حذفی: قهرمان(۳بار) در فصل های ۱۳-۲۰۱۲، ۱۵-۲۰۱۴، ۱۶-۲۰۱۵

### بین‌المللی
- جام جهانی فوتبال زنان زیر ۲۰ سال: مقام سوم (۱ بار) سال ۲۰۰۸
- لیگ قهرمانان اروپا زنان: قهرمان (۲ بار) ۱۳-۲۰۱۲، ۱۴-۲۰۱۳.